# Dryopsophus raniformis
Espèce
Synonymes
- Chirodryas raniformis Keferstein, 1867
- Litoria raniformis (Keferstein, 1867)
- Hyla aurea major Copland, 1957

Statut de conservation UICN

 EN A2ae : En danger
Dryopsophus raniformis est une espèce d'amphibiens de la famille des Pelodryadidae.

## Description

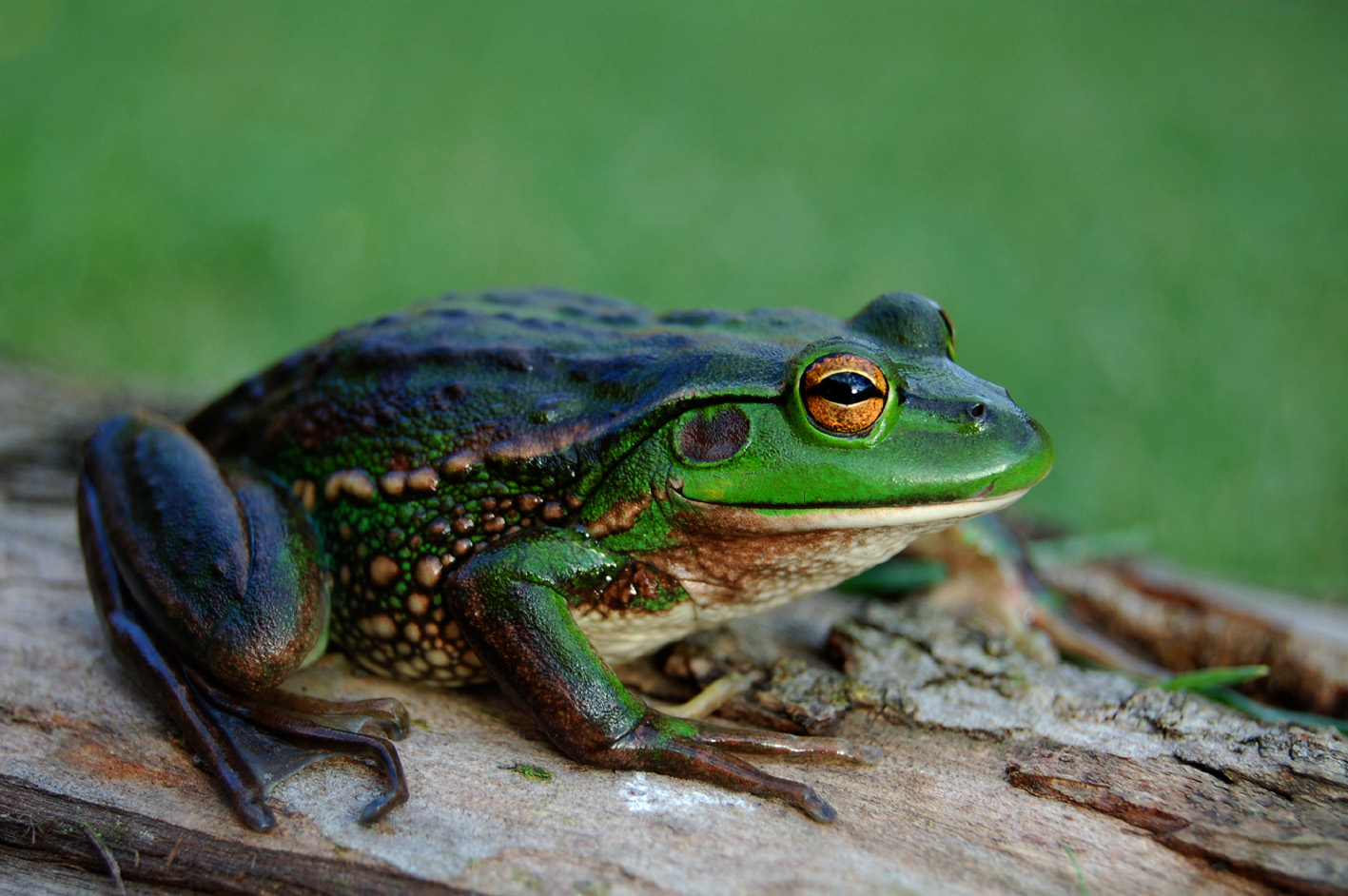
Dryopsophus raniformis

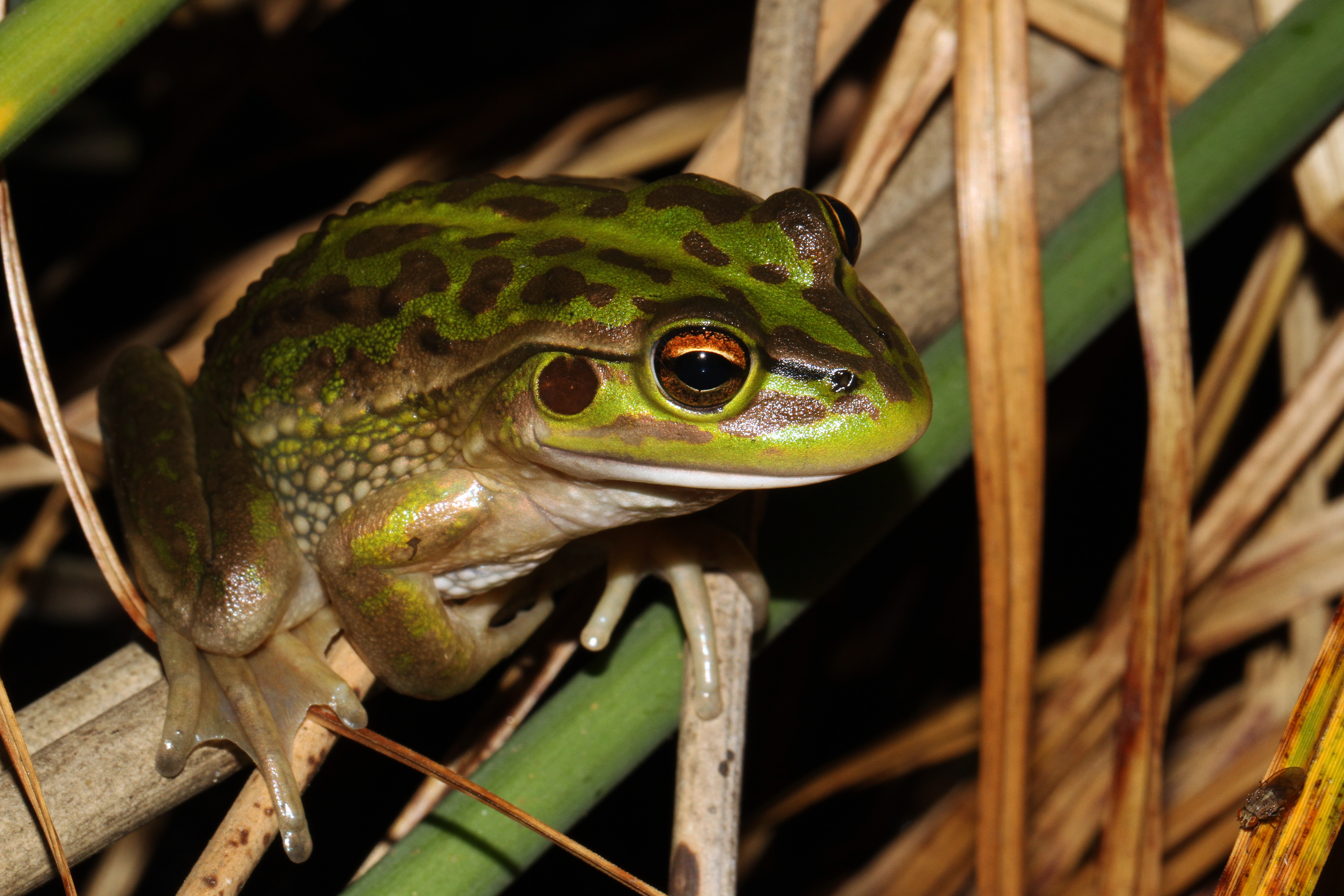
Dryopsophus raniformis

Les mâles mesurent de 55 à 65 mm et les femelles de 60 à 104 mm.

## Parasites
Cette grenouille peut être parasitée par Dolichoperoides macalpini.

## Répartition

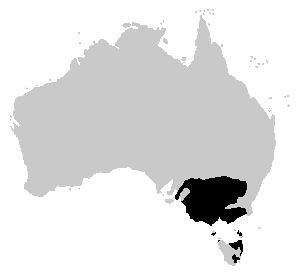
Distribution de Dryopsophus raniformis

Cette espèce est originellement endémique du Sud-Est de l'Australie. Elle se rencontre du niveau de la mer jusqu'à 1 300 m d'altitude, :
- dans le sud de la Nouvelle-Galles du Sud ;
- dans l'État du Victoria ;
- dans le sud-est de l'Australie-Méridionale ;
- en Tasmanie ;
- dans les îles du détroit de Bass.

Elle a été introduite en Nouvelle-Zélande et est très répandue dans les îles du Nord, du Sud, de Stewart et de la Grande Barrière.

## Publication originale
- Keferstein, 1867 : Über einige neue oder seltene Batrachier aus Australien und dem tropischen Amerika. Nachrichten von der königlichen Gesellschaft der Wissenschaften zu Göttingen, vol. 18, p. 341-361 (texte intégral).